# Duke of Wellington's Regiment
Il Duke of Wellington's Regiment ("Reggimento Duca di Wellington" in inglese) è stato un reggimento di fanteria di linea dell'esercito britannico.